# Palmbomen
Palmbomen, later Palmbomen II is het pseudoniem van de Nederlandse muziekproducer en dj Kai Hugo (1988). Hij maakt lo-fi elektronische dansmuziek. Hugo had een studio in Berlijn en ging later in Los Angeles wonen.
Zijn debuut-ep kwam uit in 2010 en werd gepresenteerd in TrouwAmsterdam. Enkele maanden daarvoor maakte hij een mix voor Vice. In 2011 speelde hij op Eurosonic. Tussen zijn periode in Berlijn en Los Angeles maakte hij op de zolder van zijn moeders huis in Breda het album Palmbomen II en gebruikt sindsdien deze naam ook als pseudoniem. Palmbomen II maakte ook twee platen met Betonkust. In 2015 ontving Kai Hugo een Gouden Kalf voor de soundtrack van de film Prins, hoewel hij zelf niet tevreden was over het eindresultaat. Hij staat tevens op de soundtracks van de computerspellen Metrico en Grand Theft Auto V.